# Église Notre-Dame-en-son-Assomption de Crévéchamps
Pour les articles homonymes, voir Notre-Dame-de-l'Assomption, Église Notre-Dame et Assomption (homonymie).
L’église Notre-Dame-en-son-Assomption  de Crévéchamps est un édifice du XVIIIe siècle, situé dans le département de  Meurthe-et-Moselle, en France.

## Histoire
L'église paroissiale de Crévéchamps date du XVIIIe siècle, mais nous pouvons supposer qu'elle fut construite sur une église primitive. Cette hypothèse est confortée par la présence de signes religieux, du XVIIe siècle notamment. En effet une tombe édifiée en 1600 est encore présente dans le cimetière et on retrouve dans les archives de la paroisse l’existence d’une « Confrérie de l’Immaculée Conception de la Sainte Vierge Marie et de Saint Joseph » qui fut fondée le 9 juillet 1651. Dans les registres de celle-ci, la mention d’un curé de Crévéchamps et de messes dites au village est courante.

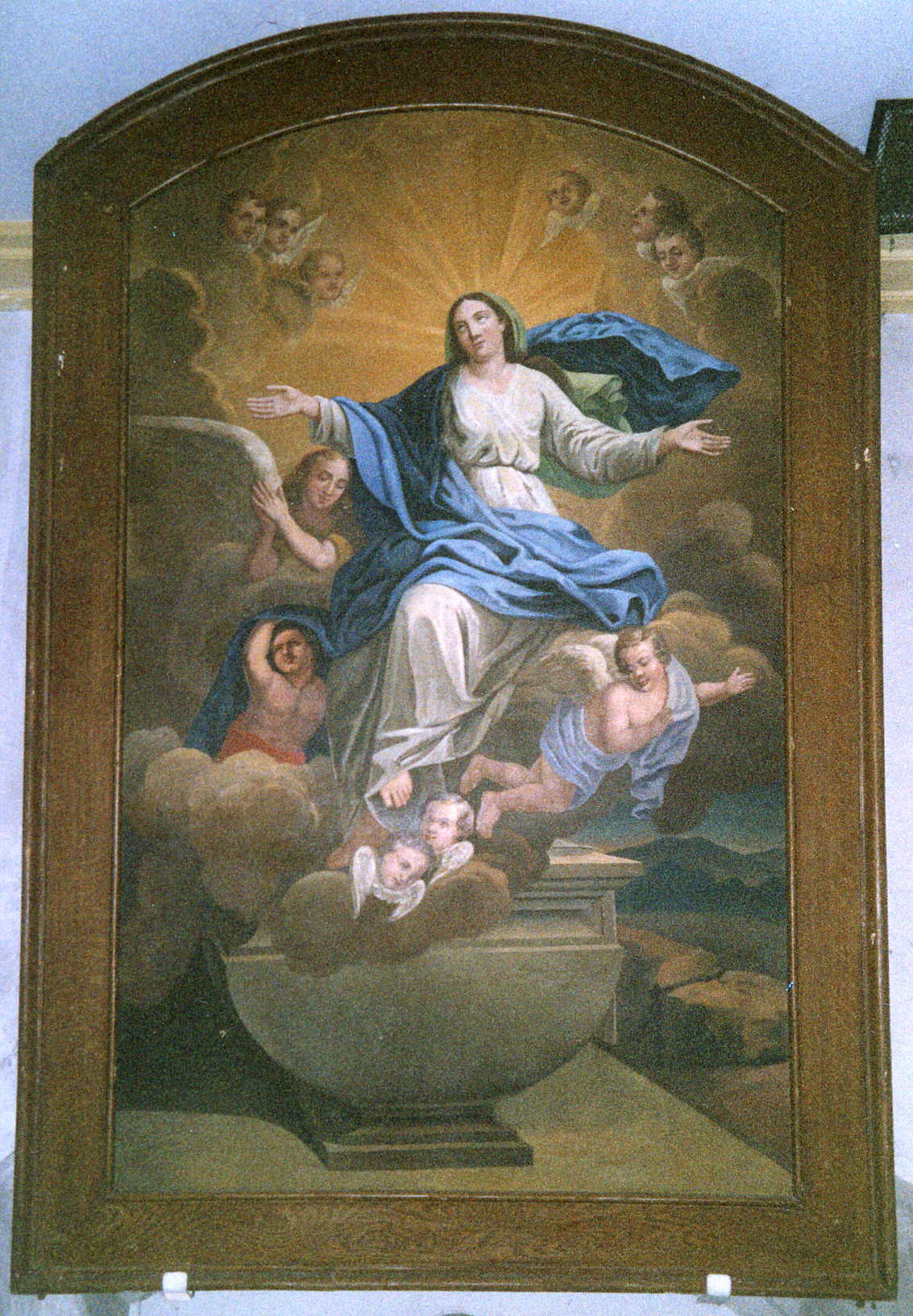
Notre-Dame-en-son Assomption.

Enfin on peut toujours remarquer dans l’église que le pavage du chœur diffère de celui de la nef (le chœur est-il un reste de l’église primitive ?) et que les deux derniers bancs de l’église, les plus anciens, n’ont pas une taille adaptée au bâtiment.
Depuis sa construction l’église connu des réparations : les plâtres furent refaits en 1890, la charpente en 1902 et finalement la toiture et la charpente furent rénovée en novembre 2003.

## Architecture
L’édifice actuel a une architecture simple, dite grange ou encore salle, qui comprend un chœur, une nef et un clocher qui, en sa base, fait office de porche. Une sacristie est également construite en juxtaposition du chœur. L’église fut bénite en 1774, comme le rappelle une plaque dans le chœur.

## Mobilier
Le 25 novembre 1855, Pierre Dorget, homme délégué par l’évêque de Nancy, est venu bénir le chemin de croix. Le 25 janvier 1860, l’évêque de Nancy a délégué Adrien Michel Finetz, curé du canton de Haroué, pour qu’il bénisse le 7 février 1860 les trois cloches installées dans le clocher : sont présents lors de la bénédiction, outre F. X. Maître d’Hotel, curé de Crévéchamps, les curés de Flavigny, Bayon, Neuviller, Saint-Remimont, ou bien encore Lorey.

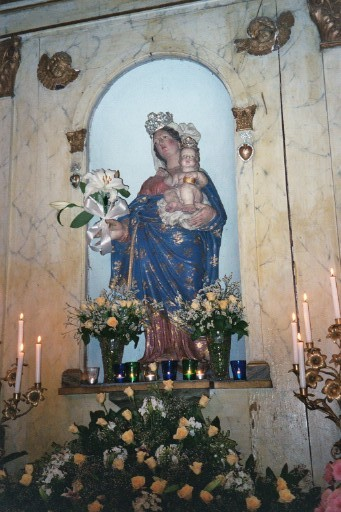
La statue de Notre Dame de Grâce.

## Le pèlerinage
La statue de Notre-Dame de Grâce conservée à l’église de Crévéchamps provient de l’ermitage de la Garenne, situé en limite du territoire de Crévéchamps et de Neuviller-sur-Moselle.
D’abord rendez-vous de chasse, ce n’est que le 16 janvier 1686 que la propriété de la Garenne est cédée à Frère Jacques du Sançois et Frère Jean Frichefort à la condition qu’ils bâtissent une chapelle placée sous le vocable de Notre-Dame de Grâce et d’y faire célébrer « une messe annuelle et perpétuelle, dans la dite chapelle, le lendemain de la fête de la dite Notre Dame de Grâce ».
Nous ne savons ni qui a réalisé la statue, ni à quelle date.
Pendant une centaine d’années des pèlerinages se déroulèrent paisiblement à l’ermitage de la Garenne où Notre Dame de Grâce ne cessait de guérir les malades et, où, les frères ermites se succédaient.
À la fin du XVIIIe siècle deux ermites vivent à l’ermitage, Frère Benjamin et Frère Hilarion, qui sont fort estimés par les habitants de Crevéchamps et soutenus par le Père Michel Cornemant, curé de Crevéchamps. Mais le Père Cornemant décède en 1784 et Frère Benjamin en 1785.
Pendant la Révolution, en 1790, l’Assemblée nationale vote une loi abolissant les établissements religieux : l’ermitage doit être dissout et son patrimoine, devenu bien national, doit être liquidé.
Frère Hilarion, soutenu par la Municipalité de Crevéchamps, s’oppose à la décision de justice. Dès lors des courriers ne cessent d’être échangés entre, d’une part, Frère Hilarion et la Municipalité de Crevéchamps, et d’autre part les autorités de Vézelise et de Nancy. Bien que sa pension soit retirée à Frère Hilarion, ses efforts ne sont pas vains puisqu’ils retardent la vente des biens de l’ermitage.
Mais en février 1793 Frère Hilarion tombe gravement malade, il signe un acte par lequel il cède tout le mobilier de la chapelle au « conseil de fabrique » de l’église de Crevéchamps.
La tradition raconte qu’au moment d’emporter le mobilier de la chapelle et la statue de  Notre Dame de Grâce celle-ci était convoitée par plusieurs villages : Crevéchamps, Saint Remimont, mais peut-être également Neuviller-sur-Moselle. La statue fut d’abord chargée sur le chariot de Saint Remimont mais celui-ci refusa de quitter l’ermitage. Puis chargée sur celui de Crevéchamps les chevaux ne s’arrêtèrent qu’arrivés devant l’église de Crevéchamps. Il est fort probable que cette translation ait eu lieu en 1793, mais une plaque dans l’église indique la date de 1795. D’autre part, en pleine terreur révolutionnaire, il est également possible que quelques habitants du village aient caché la statue en attendant des jours meilleurs.
Dès lors tous les 2 juillet (ancienne date de la fête de la visitation) une messe est célébrée en l’honneur de  Notre Dame de Grâce en l’église de Crevéchamps. De plus des pèlerinages furent organisés, particulièrement à la fin du XIXe siècle, et aujourd'hui encore il se perpétue tous les ans avec une procession allant de la croix de mission du village jusqu'à l'église qui est suivie d'une messe votive.

## Curés de Crévéchamps
Nous savons, outre leurs noms, peu de chose sur les différents curés qui ont eu successivement en charge la paroisse de Crévéchamps. Mais on retiendra le père Cornemant qui a permis, par un legs, la scolarisation d’une douzaine d’enfants du village de 1784 (année de son décès) à 1793. Cette même année 1793 la « Confrérie de l’Immaculée Conception de la Vierge Marie et de Saint Joseph » est dissoute et le père P. R. Courtois (curé de Crévéchamps de 1864 à 1893) recopie les archives de la dite confrérie, laissant ainsi un témoignage précieux sur cette activité qui, après la révolution était devenu le « Conseil de fabrique ».